# 摩根·霍夫曼
摩根·霍夫曼（英語：Morgan Hoffmann；1989年8月11日—）是一位美國高爾夫球運動員。他現在參加PGA巡迴賽的賽事。他在高中時期就已經開始打高爾夫球。2010年他參加了高爾夫美國公開賽的賽事，這是他首次參加大滿貫賽事。